# Pabalių miškas ir Švėtės upės slėnis
Pabalių miškas ir Švėtės upės slėnis este o arie protejată (sit de importanță comunitară — SCI) din Lituania întinsă pe o suprafață de 61 ha, integral pe uscat.

## Localizare
Centrul sitului Pabalių miškas ir Švėtės upės slėnis este situat la coordonatele 56°22′45″N 23°18′34″E / 56.3792°N 23.3094°E.

## Înființare
Situl Pabalių miškas ir Švėtės upės slėnis a fost declarat sit de importanță comunitară în septembrie 2008 pentru a proteja 3 specii de animale.

## Biodiversitate
Situată în ecoregiunea boreală, aria protejată conține 3 habitate naturale: Izvoare petrifiante cu formare de travertin (Cratoneurion), Mlaștini alcaline, Taiga vestică.
La baza desemnării sitului se află mai multe specii protejate:
- păsări (1): cocor (Grus grus)
- mamifere (1): vidră de râu (Lutra lutra)
- nevertebrate (1): fluturele purpuriu (Lycaena dispar)

Pe lângă speciile protejate, pe teritoriul sitului au mai fost identificate 6 specii de plante, 2 specii de nevertebrate.